# Best In The Desert
Best In The Desert (BITD) Racing Association – amerykański związek wyścigowy, promujący motocyklowe i samochodowe rajdy off-road, mający swoją siedzibę w Las Vegas w stanie Nevada, założony w 1984 przez Casey Folksa. BITD organizuje najdłuższy rajd terenowy w Stanach Zjednoczonych jakim jest Vegas to Reno. Trasa Vegas to Reno wynosi 540 mil (ok. 870 km).
Początkowo związek zajmował się organizowaniem motocyklowych rajdów terenowych, a w 1996 włączono do również do rywalizacji samochody terenowe i ustanowiono sztandarowy dla związku wyścig Vegas to Reno. Na początku lat 2000. organizacja zorganizowała również rajdy na terenie Meksyku (Baja Mex 300).  Związek określany jest jako największa organizacja promująca rajdy terenowe na terenie Ameryki Północnej.

## Najważniejsze wyścigi
- Parker 425 – odbywający się od 1971; do roku 1998 w kalendarzu National Off-Road Racing Association (NORRA); od 1998 wliczony do kalendarza SCORE International.
- Nevada 1000 – najdłuższy wyścig w sezonowym kalendarzu BITD.
- Vegas to Reno – ostatnia runda eliminacji i sztandarowy wyścig w sezonie BITD.

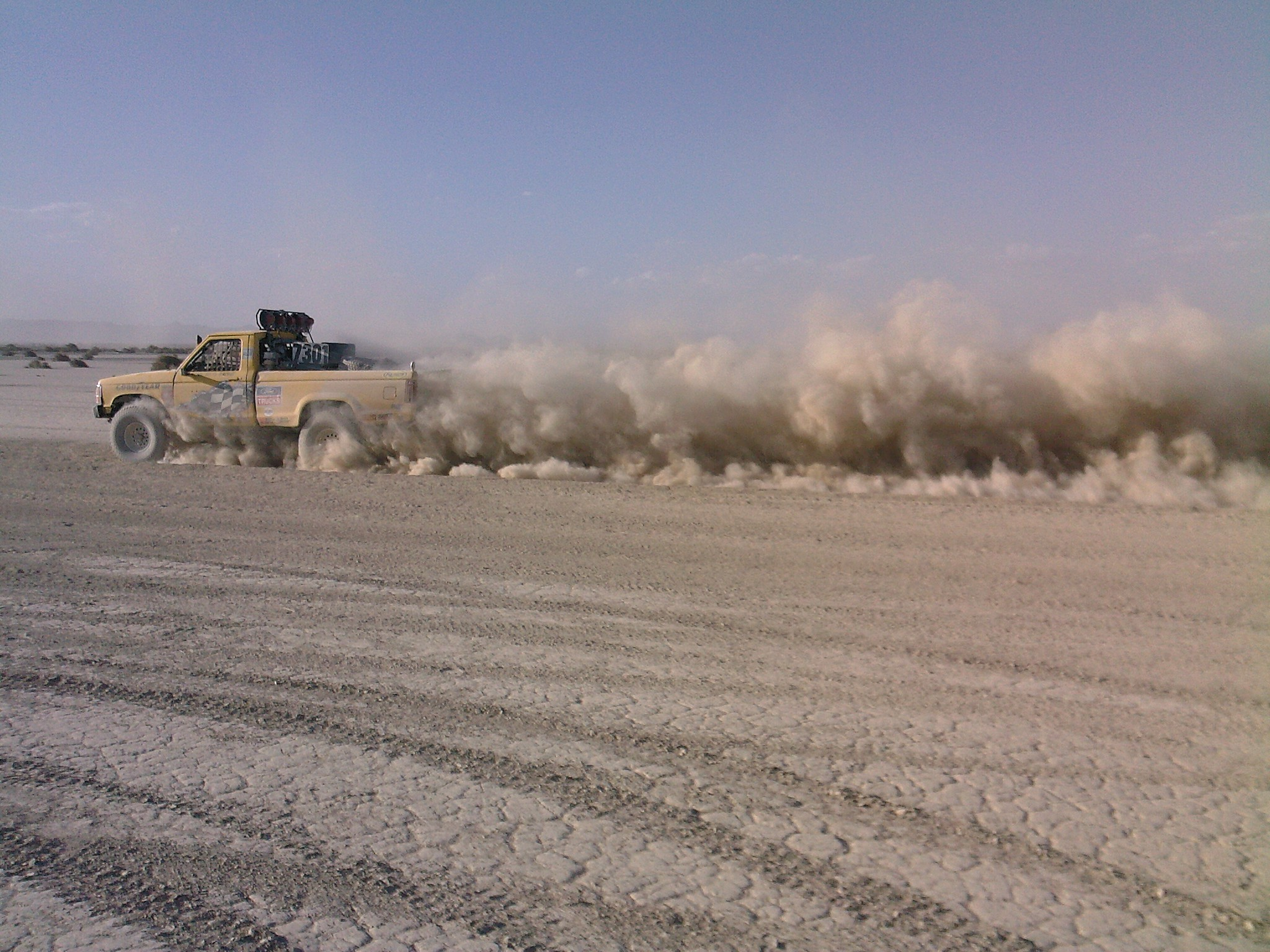
Klasa 7300 podczas wyścigu Vegas to Reno w 2008 roku.

- Bluewater Desert Challenge
- Henderson 250

## Dywizje
- Trophy Truck (Trick Truck)
- Buggy
- UTV
- Motocykle
- Quady

## Media
Relacje z wyścigów prowadzą dwie stacje telewizyjne: MavTV oraz America One.

## Kierowcy BITD
- Robbie Gordon[6]
- Mike Groff
- Robbie Groff
- Rod Hall
- Curt LeDuc
- Rob MacCachren